# 夏日哈河 (都兰)
夏日哈河位于中华人民共和国青海省海西蒙古族藏族自治州都兰县东北部的一条河流，是察汗乌苏河右岸支流，河名蒙古语意为“淡黄色”。上游称柯柯赛，发源于鄂拉山西段北坡，自源头向西北流经长约38千米的山峡，出山后经南戈滩12千米在109国道附近渗入戈壁沙滩，向西潜流约18千米于夏日哈山东南麓的南戈泉，集数泉成河，干流向西南流经夏日哈镇北，于夏塔拉村转向西，最后于沙珠玉村西北约8千米处汇入察汗乌苏河。河流全长约95千米，流域面积973平方千米，年均径流量约0.39亿立方米。